# Mulloidichthys
Mulloidichthys là một chi cá thuộc họ Cá phèn sinh sống ở vùng biển nhiệt đới. Chúng chủ yếu xuất hiện trong rạn san hô và đá san hô ở Đại Tây Dương Ấn Độ Dương, Thái Bình Dương. 6 loài được công nhận thuộc về chi này.

## Các loài

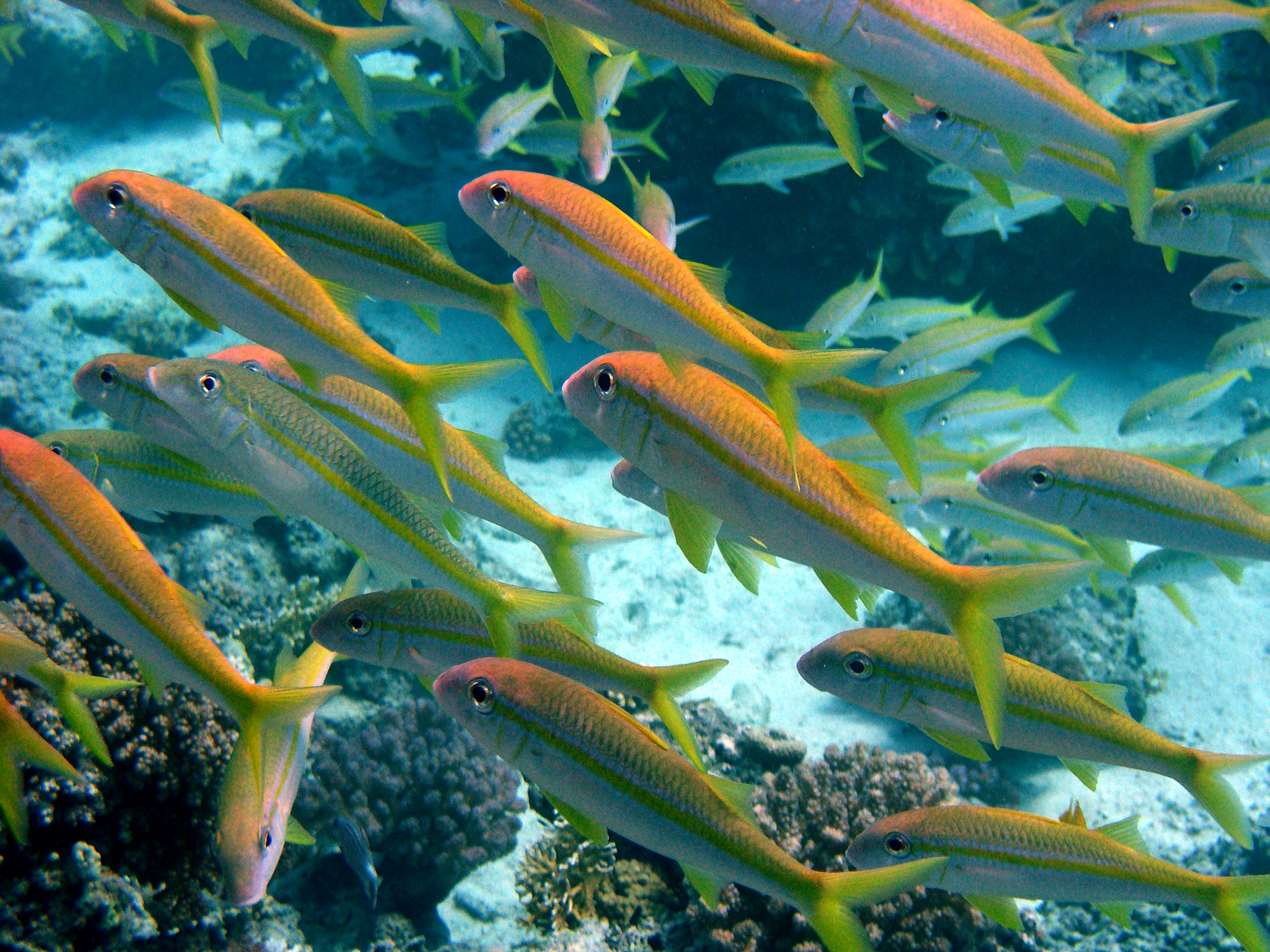
Mulloidichthys vanicolensis

- Cá phèn Mexico, Mulloidichthys dentatus (Gill, 1862).
- Cá phèn sọc vàng kim, Mulloidichthys flavolineatus (Lacépède, 1801).
- Cá phèn vàng, Mulloidichthys martinicus (Cuvier, 1829).
- Cá phèn Mimic, Mulloidichthys mimicus Randall & Guézé, 1980.
- Cá phèn cam, Mulloidichthys pfluegeri (Steindachner, 1900).
- Cá phèn vây vàng, Mulloidichthys vanicolensis (Valenciennes, 1831).

## Hình ảnh

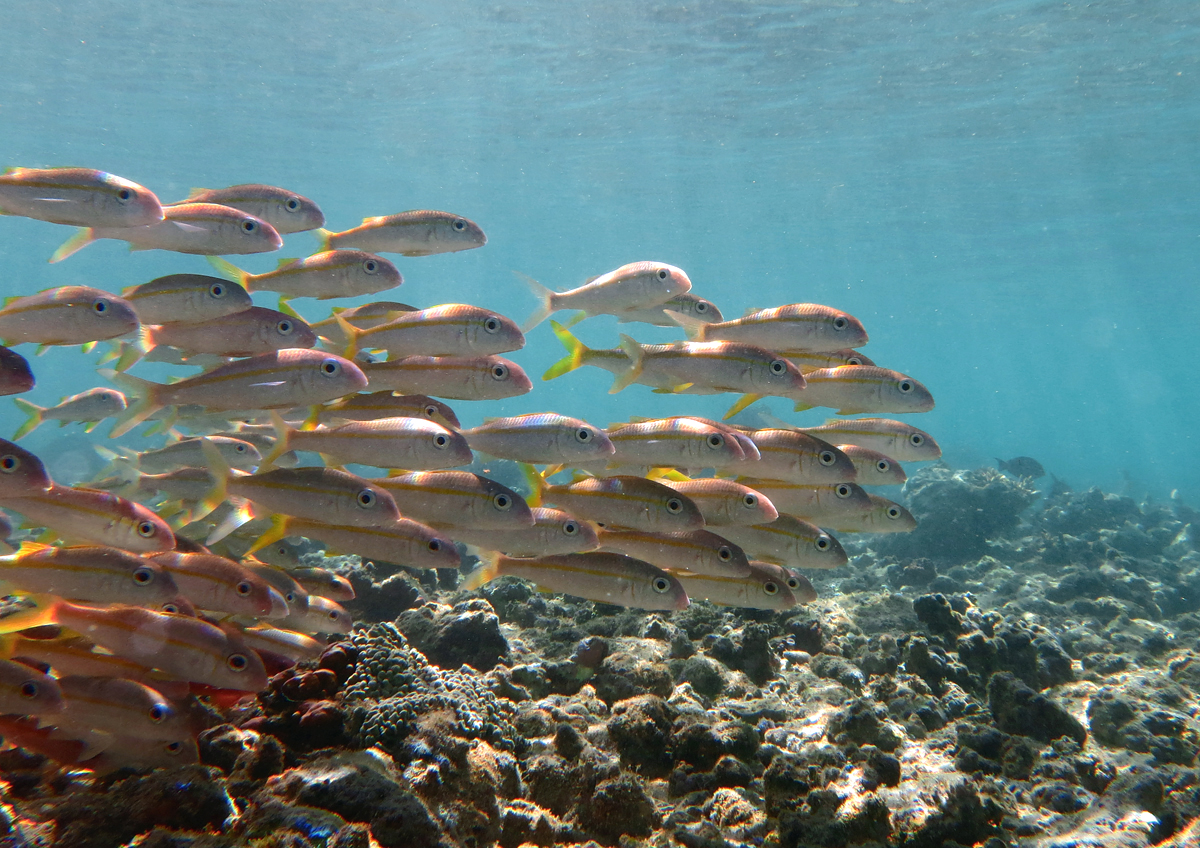
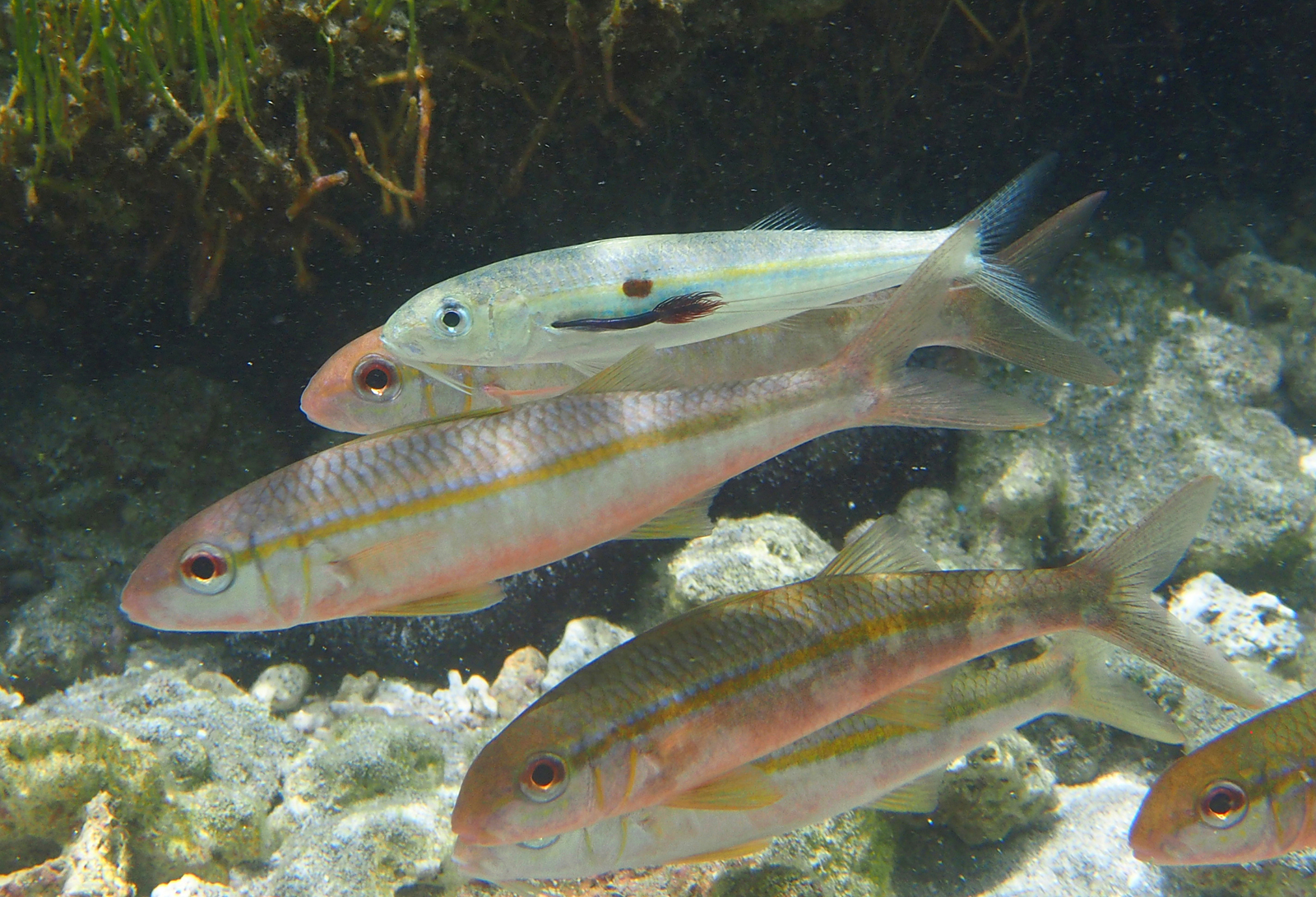
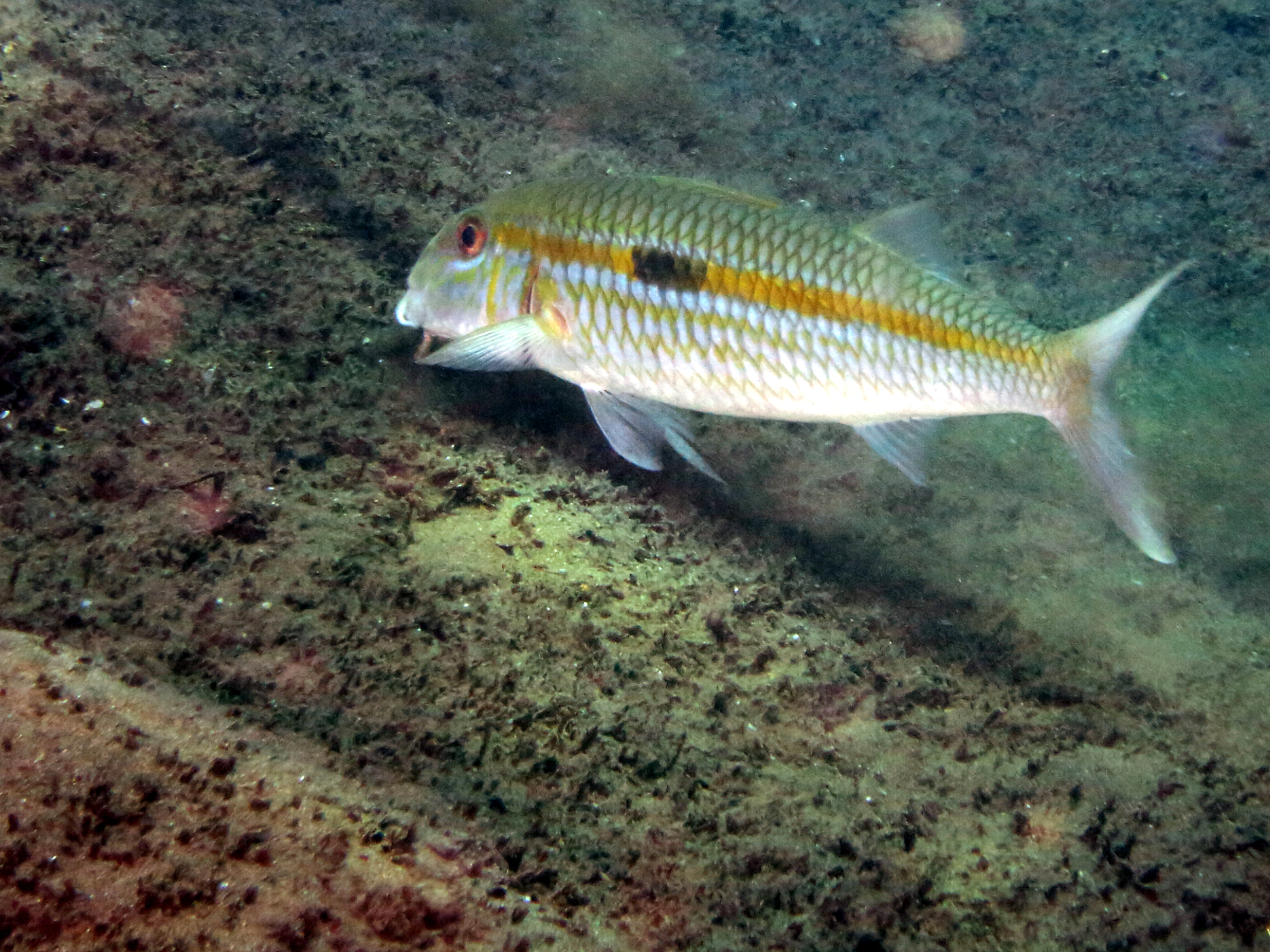